# Medell

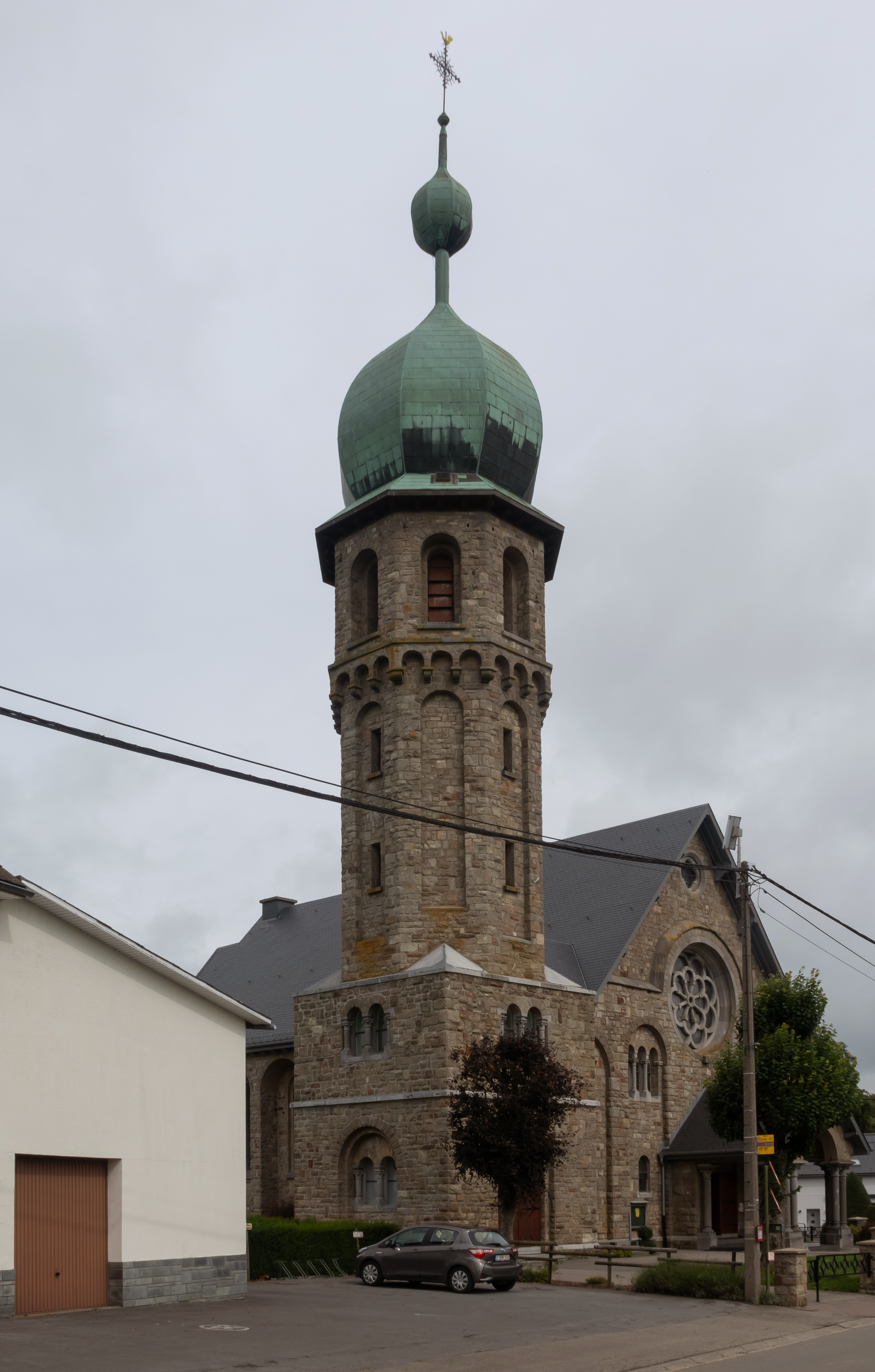
Medell, l'église: Pfarrkirche Unbefleckte Empfängnis

Medell est un village belge situé sur le territoire de la commune d'Amblève en province de Liège.

## Curiosités
- Église de l'immaculée conception (1928), architecte Henry Cunibert